# 佩斯大學
佩斯大學（Pace University），是美國紐約市的一所私立綜合性大學，建立於1894年，擁有兩個獨立校園。其中校園一個位於的紐約市曼哈頓， 另外一個校園位於紐約近郊的西徹斯特郡。白原市校区是伊丽莎白豪布法学院的所在地，位于白原市的郊区。約有13,000名學生，共提供100多種學士學位、20多種碩士學位。佩斯大學的學生來自美國國內44個州，以及全球70多個國家。在課外活動方面，學生可參與100多個學生團體組織和體育隊伍，而且有完善的實習計劃。
佩斯大學由六個學院組成，包括卫生专业学院、戴森文理学院、伊丽莎白豪布法学院、鲁宾商学院、教育学院和塞登伯格计算机科学与信息系统学院。

1951年佩斯大学买下了曼哈顿公园街41号，并于1963年开设了威彻斯特校区。佩斯于1969年开设了其最大的建筑，佩斯广场1号。四年后，它成为了一所大学。

## 外部連結
- Pace University （页面存档备份，存于）
- Pace University Athletics （页面存档备份，存于）